# Quiraing
Il Quiraing è un altopiano vulcanico dell'isola scozzese di Skye (Ebridi Interne), situato nella parte orientale del Meall na Suiramach, nella penisola di Trotternish.

## Geologia
Il Quiraing si formò nel periodo Giurassico da una serie di frane ed è il risultato del più grande smottamento verificatosi in Gran Bretagna.
Le rocce del Quiraing sono costituite da vari minerali, quali l'analcime, la cabasite, la levynite, la mesolite, la pectolite, la stilbite e la thomsonite.

## Punti d'interesse
- The Needle, un pinnacolo dell'altezza di 120 piedi[2]
- The Table[2]

|  |  |  |  |